# Saint-Hilaire-de-Gondilly
Saint-Hilaire-de-Gondilly is een gemeente in het Franse departement Cher (regio Centre-Val de Loire) en telt 200 inwoners (2005). De plaats maakt deel uit van het arrondissement Saint-Amand-Montrond.

## Geografie
De oppervlakte van Saint-Hilaire-de-Gondilly bedraagt 19,5 km², de bevolkingsdichtheid is 10,3 inwoners per km².
De onderstaande kaart toont de ligging van Saint-Hilaire-de-Gondilly met de belangrijkste infrastructuur en aangrenzende gemeenten.

## Demografie
Onderstaande figuur toont het verloop van het inwonertal (bron: INSEE-tellingen).